# Vorošilovskij strelok
Vorošilovskij strelok (Ворошиловский стрелок) è un film del 1999 diretto da Stanislav Govoruchin.

## Trama
Il film racconta di un pensionato Ivan Fёdorovič, che vive con sua nipote, che viene violentata da tre giovani ragazzi, a seguito del quale vengono arrestati, ma presto vengono rilasciati. Ivan Fёdorovič farà tutto il possibile per vendicarsi di loro.